# Densidad de energía radiante
En radiometría, la densidad de energía radiante es la energía radiante por unidad de volumen. En el Sistema Internacional de Unidades la densidad de energía radiante se expresa en julios por metro cúbico (J/m3).

## Definición matemática
La densidad de energía radiante, denotada como we ("e" de "energético", para evitar confusión con cantidades fotométricas), se define como
{\displaystyle w_{\mathrm {e} }={\frac {\partial Q_{\mathrm {e} }}{\partial V}},}
donde
- {\displaystyle {\partial }} es el símbolo de la derivada parcial;
- Qe es la energía radiante;
- V es el volumen.

## Relación con otras cantidades radiométricas
Como la radiación siempre transmite la energía, es útil preguntarse cuál es la velocidad de transmisión. Si toda la radiación en una ubicación determinada se propaga en la misma dirección, entonces el flujo radiante a través de una unidad de área perpendicular a la dirección de propagación viene dado por la irradiancia:
{\displaystyle E_{\mathrm {e} }=cw_{\mathrm {e} },}
donde c es la velocidad de propagación de la radiación.
Por el contrario, si la intensidad de la radiación es igual en todas las direcciones, como en una cavidad en el caso de un equilibrio termodinámico, entonces la transmisión de energía se describe mejor mediante la radiancia:
{\displaystyle L_{\mathrm {e} }={\frac {c}{4\pi }}w_{\mathrm {e} }.}
La salida radiante a través de una pequeña abertura de dicha cavidad es:
{\displaystyle M_{\mathrm {e} }=\pi L_{\mathrm {e} }={\frac {c}{4}}w_{\mathrm {e} }.}
Estas relaciones se pueden utilizar, por ejemplo, en la deducción de la ecuación de la radiación del cuerpo negro.

## Unidades de radiometría SI
| Magnitud                                                                   | Magnitud | Unidad                                                 | Unidad          | Dimensión | Notas |
| Nombre                                                                     | Símbolo  | Nombre                                                 | Símbolo         | Dimensión | Notas |
| -------------------------------------------------------------------------- | -------- | ------------------------------------------------------ | --------------- | --------- | --- |
| Energía radiante                                                           | Qe       | julio                                                  | J               | M⋅L2⋅T−2  | Energía de la radiación electromagnética. |
| Densidad de energía radiante                                               | we       | julio por metro cúbico                                 | J/m3            | M⋅L−1⋅T−2 | Energía radiante por unidad de volumen. |
| Flujo radiante                                                             | Φe       | vatio                                                  | W = J/s         | M⋅L2⋅T−3  | Energía radiante emitida, reflejada, transmitida o recibida, por unidad de tiempo. A esto a veces también se le llama "potencia radiante", y se llama luminosidad en astronomía. |
| Flujo espectral                                                            | Φe,ν     | vatio por hercio                                       | W/Hz            | M⋅L2⋅T−2  | Flujo radiante por unidad de frecuencia o longitud de onda. Este último se mide comúnmente en W⋅nm−1. |
| Flujo espectral                                                            | Φe,λ     | vatio por metro                                        | W/m             | M⋅L⋅T−3   | Flujo radiante por unidad de frecuencia o longitud de onda. Este último se mide comúnmente en W⋅nm−1. |
| Intensidad radiante                                                        | Ie,Ω     | vatio por estereorradián                               | W/sr            | M⋅L2⋅T−3  | Flujo radiante emitido, reflejado, transmitido o recibido, por unidad de ángulo sólido. Es una cantidad "direccional". |
| Intensidad espectral                                                       | Ie,Ω,ν   | vatio por estereorradián por hercio                    | W⋅sr−1⋅Hz−1     | M⋅L2⋅T−2  | Intensidad radiante por unidad de frecuencia o longitud de onda. Este último se mide comúnmente en W⋅sr−1⋅nm−1. Es una magnitud direccional. |
| Intensidad espectral                                                       | Ie,Ω,λ   | vatio por estereorradián por metro                     | W⋅sr−1⋅m−1      | M⋅L⋅T−3   | Intensidad radiante por unidad de frecuencia o longitud de onda. Este último se mide comúnmente en W⋅sr−1⋅nm−1. Es una magnitud direccional. |
| Radiancia                                                                  | Le,Ω     | vatio por estereorradián por metro cuadrado            | W⋅sr−1⋅m−2      | M⋅T−3     | Flujo radiante emitido, reflejado, transmitido o recibido por una superficie, por unidad de ángulo sólido por unidad de área proyectada. Es una cantidad "direccional", a la que a veces también se le llama confusamente "intensidad". |
| Radiancia espectral Intensidad específica                                  | Le,Ω,ν   | vatio por estereorradián por metro cuadrado por hercio | W⋅sr−1⋅m−2⋅Hz−1 | M⋅T−2     | Resplandor de una superficie por unidad de frecuencia o longitud de onda. Este último se mide comúnmente en W⋅sr−1⋅m−2⋅nm−1. Es una cantidad "direccional", a la que a veces también se le llama confusamente "intensidad espectral". |
| Radiancia espectral Intensidad específica                                  | Le,Ω,λ   | vatio por estereorradián por metro cuadrado, por metro | W⋅sr−1⋅m−3      | M⋅L−1⋅T−3 | Resplandor de una superficie por unidad de frecuencia o longitud de onda. Este último se mide comúnmente en W⋅sr−1⋅m−2⋅nm−1. Es una cantidad "direccional", a la que a veces también se le llama confusamente "intensidad espectral". |
| Irradiancia Densidad de flujo                                              | Ee       | vatio por metro cuadrado                               | W/m2            | M⋅T−3     | Flujo radiante recibido por una superficie por unidad de área. A esto a veces también se le llama confusamente "intensidad". |
| Irradiancia espectral Densidad de flujo espectral                          | Ee,ν     | vatio por metro cuadrado por hercio                    | W⋅m−2⋅Hz−1      | M⋅T−2     | Irradiancia de una superficie por unidad de frecuencia o longitud de onda. A esto a veces también se le llama confusamente "intensidad espectral". Las unidades de densidad de flujo espectral que no pertenecen al SI incluyen jansky (unidad) ((1 Jy = 10−26 W⋅m−2⋅Hz− 1)) y unidad de flujo solar ((1 sfu = 10−22 W⋅m−2⋅Hz−1 = 104 Jy)). |
| Irradiancia espectral Densidad de flujo espectral                          | Ee,λ     | vatio por metro cuadrado, por metro                    | W/m3            | M⋅L−1⋅T−3 | Irradiancia de una superficie por unidad de frecuencia o longitud de onda. A esto a veces también se le llama confusamente "intensidad espectral". Las unidades de densidad de flujo espectral que no pertenecen al SI incluyen jansky (unidad) ((1 Jy = 10−26 W⋅m−2⋅Hz− 1)) y unidad de flujo solar ((1 sfu = 10−22 W⋅m−2⋅Hz−1 = 104 Jy)). |
| Radiosidad                                                                 | Je       | vatio por metro cuadrado                               | W/m2            | M⋅T−3     | Flujo radiante que sale (emitido, reflejado y transmitido por) una superficie por unidad de área. A esto a veces también se le llama confusamente "intensidad". |
| Radiosidad espectral                                                       | Je,ν     | vatio por metro cuadrado por hercio                    | W⋅m−2⋅Hz−1      | M⋅T−2     | Radiosidad de una superficie por unidad de frecuencia o longitud de onda. Este último se mide comúnmente en W⋅m−2⋅nm−1. A esto a veces también se le llama confusamente "intensidad espectral". |
| Radiosidad espectral                                                       | Je,λ     | vatio por metro cuadrado, por metro                    | W/m3            | M⋅L−1⋅T−3 | Radiosidad de una superficie por unidad de frecuencia o longitud de onda. Este último se mide comúnmente en W⋅m−2⋅nm−1. A esto a veces también se le llama confusamente "intensidad espectral". |
| Salida radiante                                                            | Me       | vatio por metro cuadrado                               | W/m2            | M⋅T−3     | Flujo radiante emitido por una superficie por unidad de área. Este es el componente emitido de la radiosidad. "Emitancia radiante" es un término antiguo para esta cantidad. A esto a veces también se le llama confusamente "intensidad".                                                                                                  |
| Salida espectral                                                           | Me,ν     | vatio por metro cuadrado por hercio                    | W⋅m−2⋅Hz−1      | M⋅T−2     | Exitancia radiante de una superficie por unidad de frecuencia o longitud de onda. Este último se mide comúnmente en W⋅m−2⋅nm−1. "Emitancia espectral" es un término antiguo para esta cantidad. A esto a veces también se le llama confusamente "intensidad espectral".                                                                     |
| Salida espectral                                                           | Me,λ     | vatio por metro cuadrado, por metro                    | W/m3            | M⋅L−1⋅T−3 | Exitancia radiante de una superficie por unidad de frecuencia o longitud de onda. Este último se mide comúnmente en W⋅m−2⋅nm−1. "Emitancia espectral" es un término antiguo para esta cantidad. A esto a veces también se le llama confusamente "intensidad espectral".                                                                     |
| Exposición radiante                                                        | He       | julio por metro cuadrado                               | J/m2            | M⋅T−2     | Energía radiante recibida por una superficie por unidad de área, o equivalentemente irradiancia de una superficie integrada a lo largo del tiempo de irradiación. A esto a veces también se le llama "fluencia radiante". |
| Exposición espectral                                                       | He,ν     | julio por metro cuadrado por hercio                    | J⋅m−2⋅Hz−1      | M⋅T−1     | Exposición radiante de una superficie por unidad de frecuencia o longitud de onda. Este último se mide comúnmente en J⋅m−2⋅nm−1. A esto a veces también se le llama "fluencia espectral". |
| Exposición espectral                                                       | He,λ     | julio por metro cuadrado, por metro                    | J/m3            | M⋅L−1⋅T−2 | Exposición radiante de una superficie por unidad de frecuencia o longitud de onda. Este último se mide comúnmente en J⋅m−2⋅nm−1. A esto a veces también se le llama "fluencia espectral". |
| Véase también: Sistema Internacional de Unidades, Radiometría y Fotometría |          |                                                        |                 |           | |